# Boys (Summertime Love)
«Boys (Summertime Love)», también conocida popularmente en España como «Boys, boys, boys», es una canción de la cantante italiana Sabrina Salerno publicada en 1987.

## Descripción
El sencillo fue escrito por el compositor italiano Matteo Bonsanto, para el álbum debut denominado Sabrina. fue lanzado con éxito en Europa el 29 de mayo de 1987, llegando en el verano a la cima de las listas en España, Francia, Italia y Suiza. La canción también alcanzó la tercera posición de la lista de sencillos británicos, hecho poco habitual para un artista italiano.
Más tarde fue de nuevo publicado en versión remix en Francia en 1995 (con el título de Boys '95) y en 2003 (como (Boys Boys Boys (The Dance Remixes)). En 2008 Sabrina Salerno ha vuelto a grabar la canción en una nueva versión, incluida en su álbum del mismo año Erase / Rewind Official Remix.
La canción alcanzó el número 1 de la lista de la radiofórmula española 'Los 40 principales' la semana del 31 de octubre de 1987.

## Videoclip
Se grabó un videoclip promocional de la canción, con la cantante en un escueto bikini blanco bailando en una piscina pública. A medida que el vídeo avanza, la joven salta en el agua y la parte superior del bañador de dos piezas deja ver parte de los pezones de la cantante, lo cual explica el notable impacto social que alcanzó.
El vídeo fue grabado en el "Florida Hotel" (propiedad de la cantante), de la localidad de Jesolo, cerca de Venecia.

## Versiones
De la canción se han realizado varias versiones, entre las que puede mencionarse la del grupo francés Ludwig von 88 (1994), con findo punk rock en su álbum 7 plombs pour péter les tubes; la de la banda británica de Cheeky Girls, en Navidad de 2006, con algunas variaciones, y titulado Boys and Girls (Christmas Time Love);  la del dúo eslovaco TWiiNS, junto con el rapero alemán Carlprit, con un videoclip grabado en el mismo escenario que la canción original. En 2012 fue versionado por las españolas Yola Berrocal y Sonia Monroy. Una versión de connotación LGBT fue realizada por Luis Miguélez del proyecto Español-Alemán "Glitter Klinik" en 2008
A mencionar también la parodia realizada por el cómico español Arturo Valls en la gala final del talent show  Tu cara me suena 2, el 11 de febrero de 2013.

## Ventas
| Listas (1987) | Posiciones |
| ------------- | ---------- |
| Alemania      | 2          |
| Australia     | 11         |
| Austria       | 5          |
| Bélgica       | 2          |
| España        | 3          |
| Finlandia     | 2          |
| Francia       | 1          |
| Irlanda       | 3          |
| Italia        | 1          |
| Noruega       | 3          |
| Países Bajos  | 4          |
| Reino Unido   | 3          |
| Sudáfrica     | 14         |
| Suecia        | 5          |
| Suiza         | 1          |

## Posicionamiento en listas
| País   | Lista              | Mejor posición |
| ------ | ------------------ | -------------- |
| España | Los 40 principales | 1              |